# Американский белый пеликан
Американский белый пеликан (лат. Pelecanus erythrorhynchos) — птица семейства пеликановых. Уроженец Северной Америки. Размеры крупные: размах крыльев до 3 м. Этого пеликана называют «пеликан-носорог», за вырост на середине надклювья, появляющийся в брачный период. За день съедает свыше 1,5 кг рыбы (карпов, голавлей, окуней, щук). Яйца самки откладывают в ямку в земле. Гнездится этот пеликан от Западной Канады через центральные и западные штаты США, Флориду и Мексику вплоть до Панамы. Зимуют в центральной Калифорнии и на тихоокеанском побережье Гватемалы, а также по берегам Мексиканского залива. Находится под защитой Migratory Bird Treaty Act (Соглашение о перелетных птицах) от 1972 г.

## Общие сведения

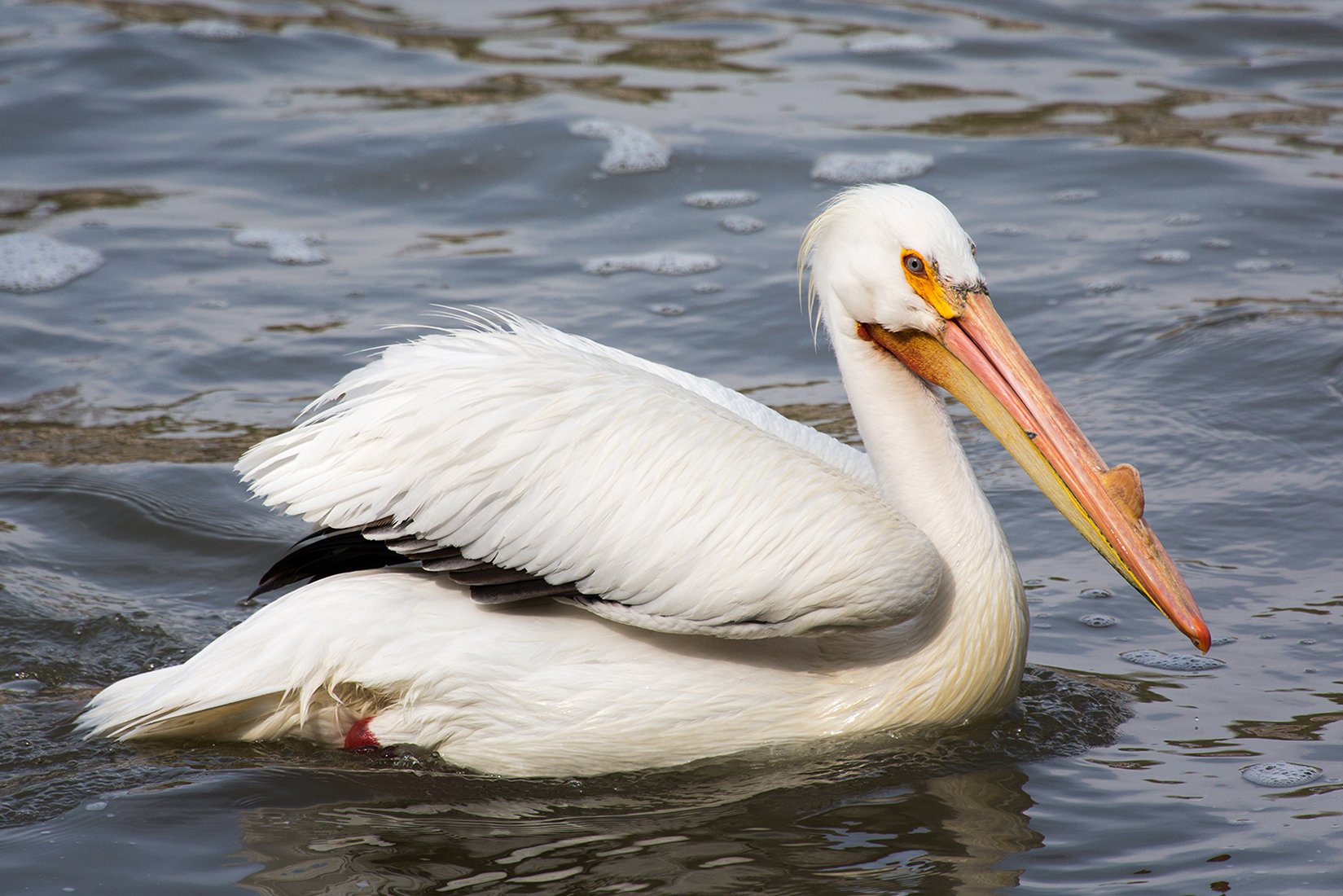
Американский белый пеликан: самец

Американский белый пеликан является одним из двух видов пеликанов (наряду с бурым пеликаном), которые встречаются на территории Северной Америки. Впервые этот вид птиц был описан немецким натуралистом Гмелином в 1788 году. Он дал ему видовое имя «erythrorynchos», что в переводе с греческого означает «красноклювый».
Американский белый пеликан — довольно большая птица, имеет средние размеры среди представителей семейства пеликановых:
- длина тела 127—165 см.
- размах крыльев 2,4-2,9 метра.
- вес варьируется в пределах 4,5-13,5 кг, в среднем 6-8 кг.
- длина крыла самцов 57,5-63 см, самок 52,5-60,3 см.
- длина хвоста самцов 15,3-16,7 см, самок 13,5-16,6 см.
- длина цевки самцов 11,5-13 см, самок 10,8-12,3 см .
- длина клюва самцов 32-36,5, самок 26,5-32 см.[3]

Окраска почти целиком ярко-белая, с черными маховыми перьями, которые хорошо заметны лишь в полете. Большой клюв с горловым мешком на нижней челюсти окрашен в темно-розовый цвет, ноги оранжевые.
В начале брачного сезона клюв и ноги приобретают яркий оранжевый оттенок (со временем тускнеют), на затылке появляется небольшой белый плюмаж, а на верхней челюсти возникает плоский вертикальный гребень оранжевого цвета и, обычно, треугольной формы. Этот гребень присущ только этому виду пеликанов, и является характерным признаком вида.
Пеликаны этого вида достигают половой зрелости в возрасте 3 лет, и в естественных условиях могут доживать до 25 лет.

## Распространение
Красноклювый пеликан может обитать в широком диапазоне водных биотопов, включая реки, озера, искусственные водохранилища любого размера, эстуарии, болота и морские побережья. Все эти биотопы используются для гнездования, питания и отдыха. Обычно на отдых пеликаны располагаются на небольших островках посреди водоемов, длинных полуостровах и на крутых скалах, которые защищают их от хищных млекопитающих.
Гнездовые колонии обычно располагаются на островах посреди пресных или соленых водоемов или, реже, на полуостровах.
Северная граница гнездования проходит приблизительно по 61° северной широты. Этот вид пеликана довольно часто встречается в США и Канаде, но на атлантическом побережье континента на север от полуострова Флорида в последние 100 лет стал достаточно редким.
Гнездовые колонии и места питания могут находиться на одном и том же месте на протяжении 50-70 лет.
Одна из самых больших популяций красноклювого пеликана на протяжении последних 30 лет находится на Аптекарском озере в штате Монтана (США).

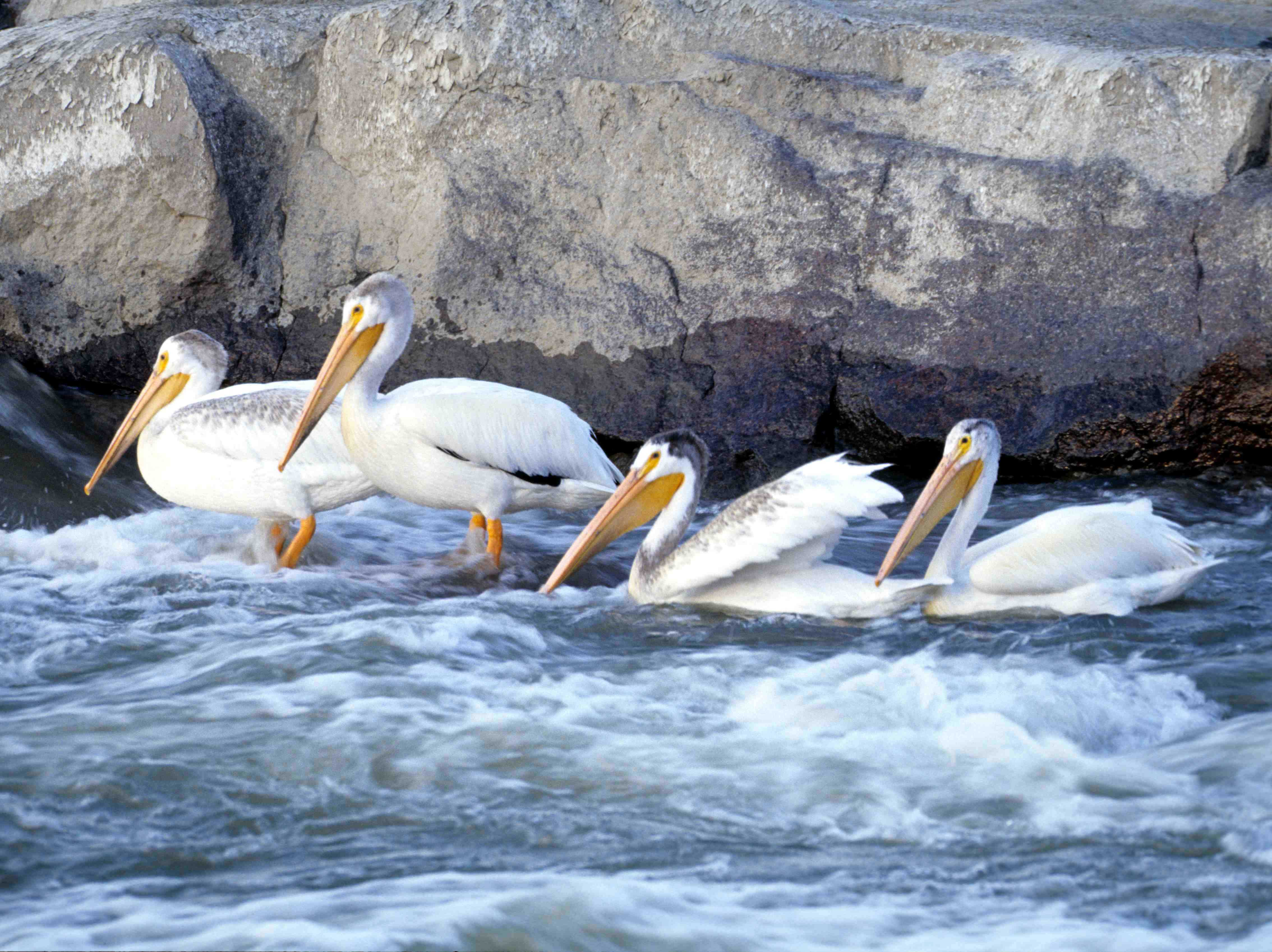
Охотящиеся пеликаны

## Питание
Водоемы, которые пеликаны используют для питания, могут находиться на расстояния 100 и больше (до 300) километров от их постоянного места обитания.
Данный вид пеликанов питается как рыбой (карпы, щуки, окуни, гольяны, на соленых и солоноватых водоемах — бычки, кефаль), так и амфибиями (жабы, тритоны) и их личинками (головастики и большие личинки тигровой амбистомы).
Во время гнездования в колониях во внутренних районах США и Канады в рационе пеликанов резко увеличивается доля американского карликового сомика. Также, особенно на морских акваториях, пеликаны потребляют и ракообразных (креветки, крабы). Пеликаны могут охотиться как поодиночке, так и группами, окружая рыбу и сгоняя её на мелководье.
В случае совместной охоты с другими видами птиц (чаще всего — c ушастым бакланами) обычными являются кражи добычи у птиц другого вида (клептопаразитизм).
Взрослый пеликан обычно потребляет за день количество пищи, составляющее 20-40 % от веса его тела (приблизительно 1,8 кг).

## Миграции

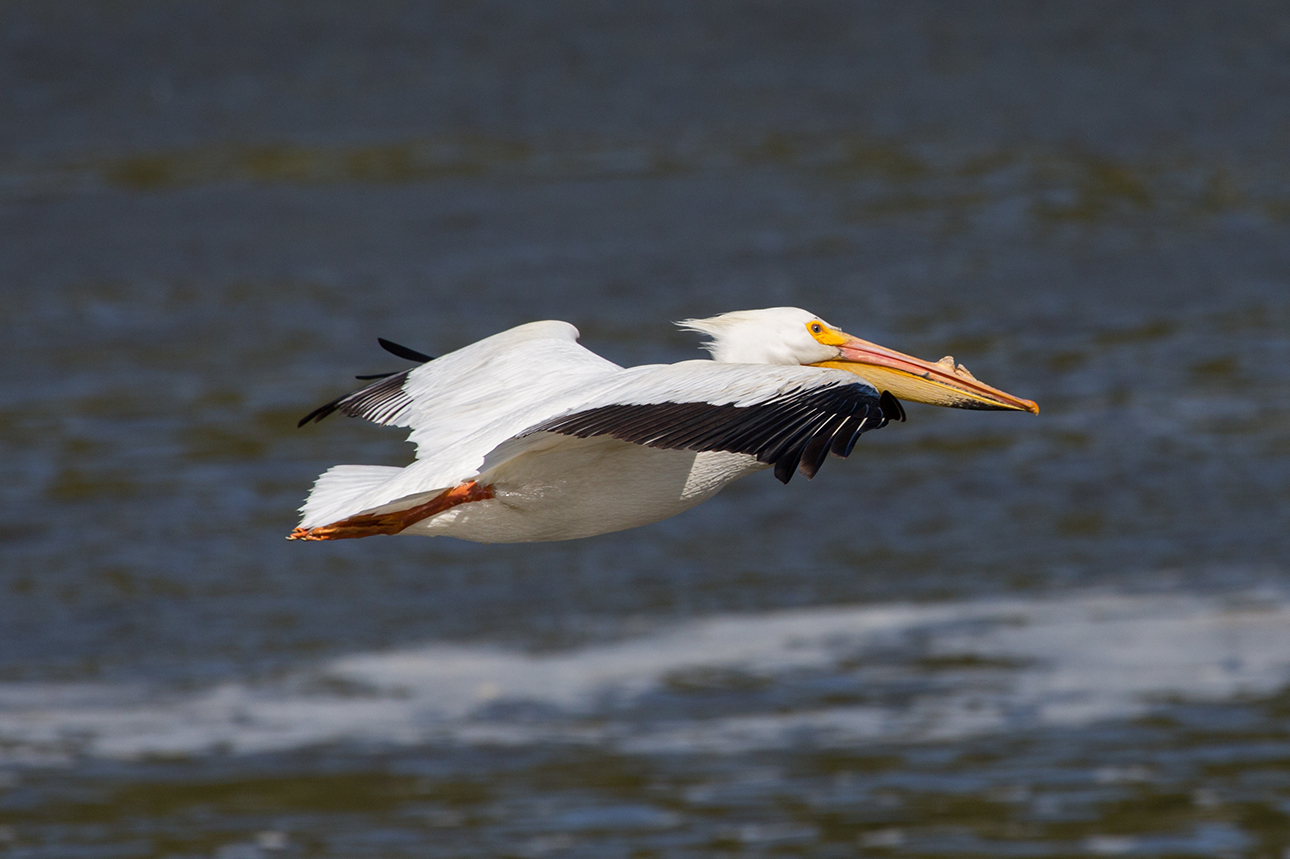
Пеликан в планирующем полете

Американский белый пеликан во время сезонных миграций способен покрывать довольно большие расстояния: основные территории зимовок находятся во Флориде, на побережье Мексиканского залива от севера штата Флорида до полуострова Юкатан в Мексике, и на тихоокеанском побережье континента от севера Калифорнии до юга Гондураса. Также, согласно некоторым сообщениям, небольшие зимующие колонии могут год от года встречаться во внутренних районах США.
Интересно, что разные птицы из одной и той же колонии могут летать на зимовку как на западные территории зимовки (мексиканское побережье Карибского моря) так и на восточные (Флорида).
В полете стая пеликанов строится в одну или несколько косых линий, при этом каждая следующая птица подражает полету предыдущей, поэтому вся стая обычно синхронно вымахивает крыльями или переходит к планирующему полету.
Обычно птицы возвращаются для размножения в одну и ту же колонию, где они родились, но возможны и исключения.

## Размножение

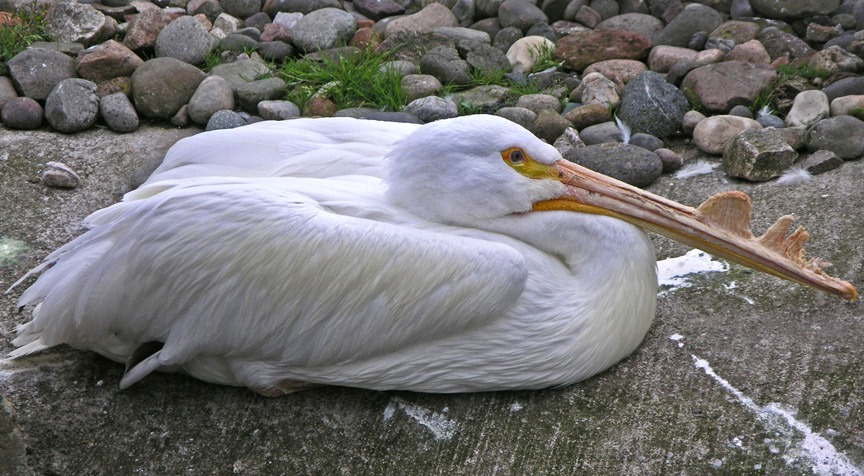
Характерный для брачного сезона гребень на клюве пеликана

Пеликаны весьма социализированы, и обычно на протяжении всего года встречается в составе стай. Но при гнездовании стаи дополнительно объединяются, и создают гнездовые колонии размером, в среднем, более 1000 пар (наибольшие до 5-5,5 тысяч).
Обычно на места гнездовых колоний американские белые пеликаны прибывают в конце марта — апреле, откладывание яиц и высиживание происходят с конца апреля до конца мая, птенцы вылупляются в начале июня. Однако, на некоторых территориях (на границах ареала) наблюдаются отклонения от общего расписания: в Техасе пеликаны откладывают яйца в мае — июле, а в Канаде гнездование начинает в мае или даже в июне, при этом вывод птенцов в первых гнездах может опережать отложение яиц в последних.

### Гнездование
Этот вид пеликанов гнездится обычно на островах посреди водоемов или на хорошо изолированных полуостровах. Гнездо диаметром 30-50 сантиметров строится на земле, в небольших углублениях или на невысоких насыпях (если место влажное) из обломков ветвей, растительного мусора и грунта, на ровном месте или на незначительном склоне. При этом могут использоваться как естественные, так и искусственные островки, например, возникшие при работе землечерпалок и других подобных машин.
Обычно гнезда располагаются на открытом месте, но почти всегда близ зарослей камыша или кустарника, плавней, или под скалами.
Гнездовые колонии американского белого пеликана обычно смешаны с гнездами других околоводных птиц: ушастого баклана, обыкновенной кваквы, разных видов цапель и чаек.
Размер кладки составляет 1-3 яйца (чаще всего — 2) размером примерно 8,9 на 5,9 сантиметра, грязно-белого цвета. Несмотря на такое количество яиц случаи, когда одна пара пеликанов выращивает больше одного птенца, очень редки. Высиживание яиц продолжается 31-32 суток, причем в заботе о птенцах принимают участие оба родителя. С началом кормления птенцов взрослые пеликаны теряют гребень на клюве, задняя поверхность головы приобретает темный окрас, а их глаза светлеют.
Птенцы оставляют гнездо в возрасте 17-28 дней, еще неспособными к полету, и формируют большие группы внутри колонии. В большинстве колоний молодые птицы улетают в конце августа, в возрасте 10-11 недель и приблизительно через 1 неделю после их первого полета.
Молодые птицы, в отличие от взрослых, имеют оперение с заметными серо-коричневыми тонами, а полностью белыми становятся только со времени половой зрелости.
В среднем доля успешного вывода на американских колониях составляет ~0.5-0.7 птенца на гнездо. Гибель яиц и птенцов довольно высока, и пеликаны обычно не делают повторную кладку в случае гибели первой.

## Ограничивающие факторы
Неблагоприятные погодные условия, особенно сильные грозы с градом, могут иногда привести к существенной гибели взрослых и, особенно, молодых пеликанов.
Основные хищники, которые угрожают гнездовым колониям пеликанов, это вороны, некоторые виды больших чаек (разбивают яйца при отсутствии пеликанов на гнезде), койоты, лисы, в Канаде — волки. Также на птенцов охотятся совы и орлы.
Большими угрозами для этого вида являются регулирование водоемов и загрязнение их среды обитания химикатами (особенно пестицидами), а также деятельность людей на территориях гнездовий. Также в некоторых местах, преимущественно в латиноамериканских странах, на пеликана ведётся охота.
Хотя этот вид не находится под угрозой исчезновения, но на некоторых территориях уже стал достаточно редким.